# Tamara Barrón
Tamara Rubí Barrón García (ur. 30 marca 1989) – meksykańska zapaśniczka w stylu wolnym. Brązowa medalistka mistrzostw panamerykańskich w 2007. Piąta na igrzyskach panamerykańskich w 2007 roku. Występuje w zawodach zapasów zawodowych.